# Jurucê
Jurucê é um distrito do município brasileiro de Jardinópolis, que integra a Região Metropolitana de Ribeirão Preto, no interior do estado de São Paulo.

## História

### Origem
A história de Jurucê começa com o fim da mão-de-obra escrava e o início da imigração europeia, principalmente a italiana, que chegou em 1891.
O povoado que deu origem ao distrito se desenvolveu ao redor da estação ferroviária Sarandy, inaugurada pela Companhia Mogiana de Estradas de Ferro em 05/09/1894.

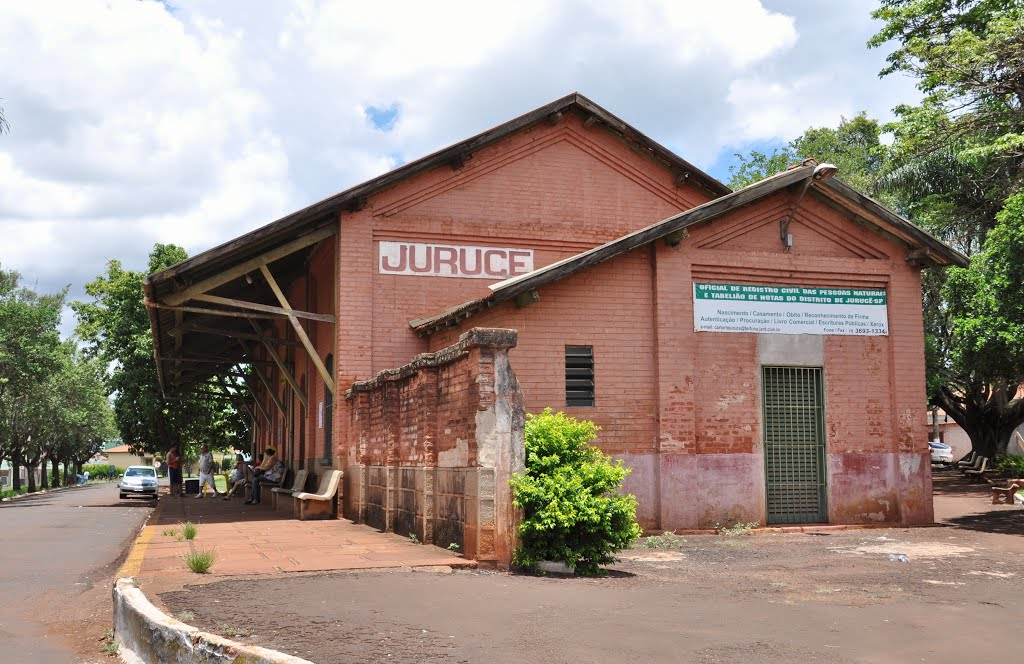
Antiga estação ferroviária.

Também como qualquer povoado pequeno, teve sua formação ao redor de uma capela, que recebeu por padroeiro São Pedro Apóstolo. A imagem do padroeiro é de 1905, e imagina-se que é desta data a inauguração da capela, sendo que as naves laterais foram construídas na década de 40.

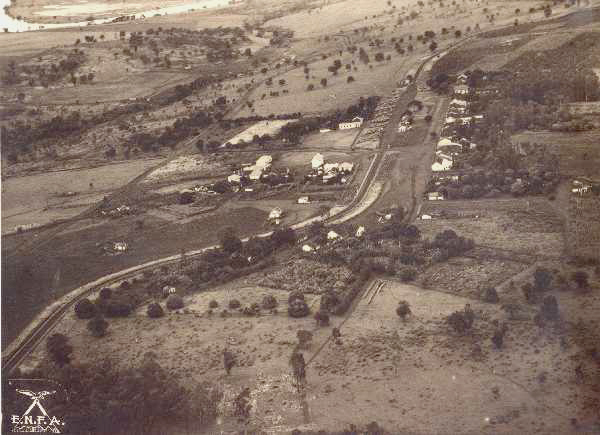
Vista aérea (década de 40).

### Toponímia
Seu nome foi Sarandy até 1944, quando entrou em vigor uma lei federal que proibiu duas localidades ou mais com o mesmo nome, e as menores seriam obrigadas a mudar o nome. Como já existia no Rio Grande do Sul uma cidade com esse nome, o distrito passou a se chamar Jurucê, que em tupi significa “boca doce”.
A reunião que decidiu pelo nome que seria adotado para o distrito e a estação foi realizada dentro do próprio prédio da estação, e com o chefe presente.

### Formação administrativa
- Distrito policial de Sarandi criado em 30/09/1918 no município de Jardinópolis[5].
- Lei nº 1.632 de 27/12/1918 - Cria o distrito de Sarandi, com sede no povoado de mesmo nome[6].
- Decreto-Lei n° 14.334 de 30/11/1944 - Altera a denominação para Jurucê[7].

### Pedido de emancipação
O distrito tentou a emancipação político-administrativa e ser elevado à município, através de processo que deu entrada na Assembléia Legislativa do Estado de São Paulo no ano de 1990, mas como não atendia os requisitos necessários exigidos por lei para tal finalidade, o processo foi arquivado.

## Geografia

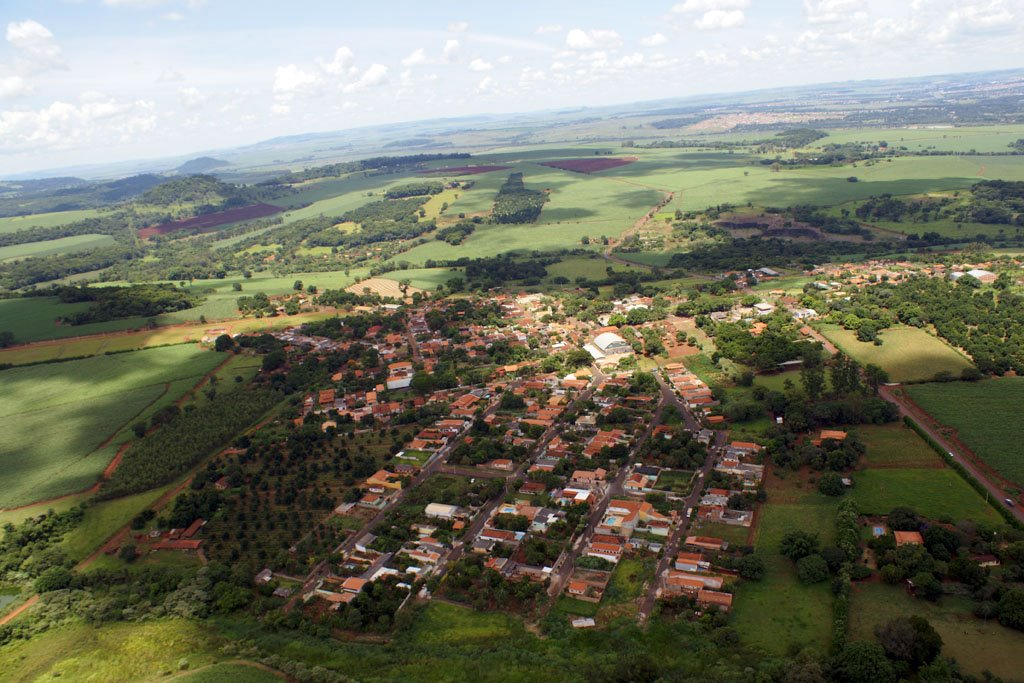
Vista aérea.

### Localização
O distrito faz limites com as cidades de Jardinópolis, Brodowski e Ribeirão Preto.

### Demografia

#### População urbana
| Crescimento população urbana | Crescimento população urbana | Crescimento população urbana | Crescimento população urbana |
| Censo                        | Pop.                         |                              | %±                           |
| ---------------------------- | ---------------------------- | ---------------------------- | ---------------------------- |
| 1934                         | 497                          |                              |                              |
| 1940                         | 407                          |                              | −18,1%                       |
| 1950                         | 413                          |                              | 1,5%                         |
| 1960                         | 568                          |                              | 37,5%                        |
| 1970                         | 636                          |                              | 12,0%                        |
| 1980                         | 786                          |                              | 23,6%                        |
| 1991                         | 765                          |                              | −2,7%                        |
| 2000                         | 908                          |                              | 18,7%                        |
| 2010                         | 1 491                        |                              | 64,2%                        |
| Fonte: IBGE e Fundação SEADE |                              |                              |                              |

#### População total
Pelo Censo 2010 (IBGE) a população total do distrito era de 1 862 habitantes.

### Área territorial
A área territorial do distrito é de 72,747 km².

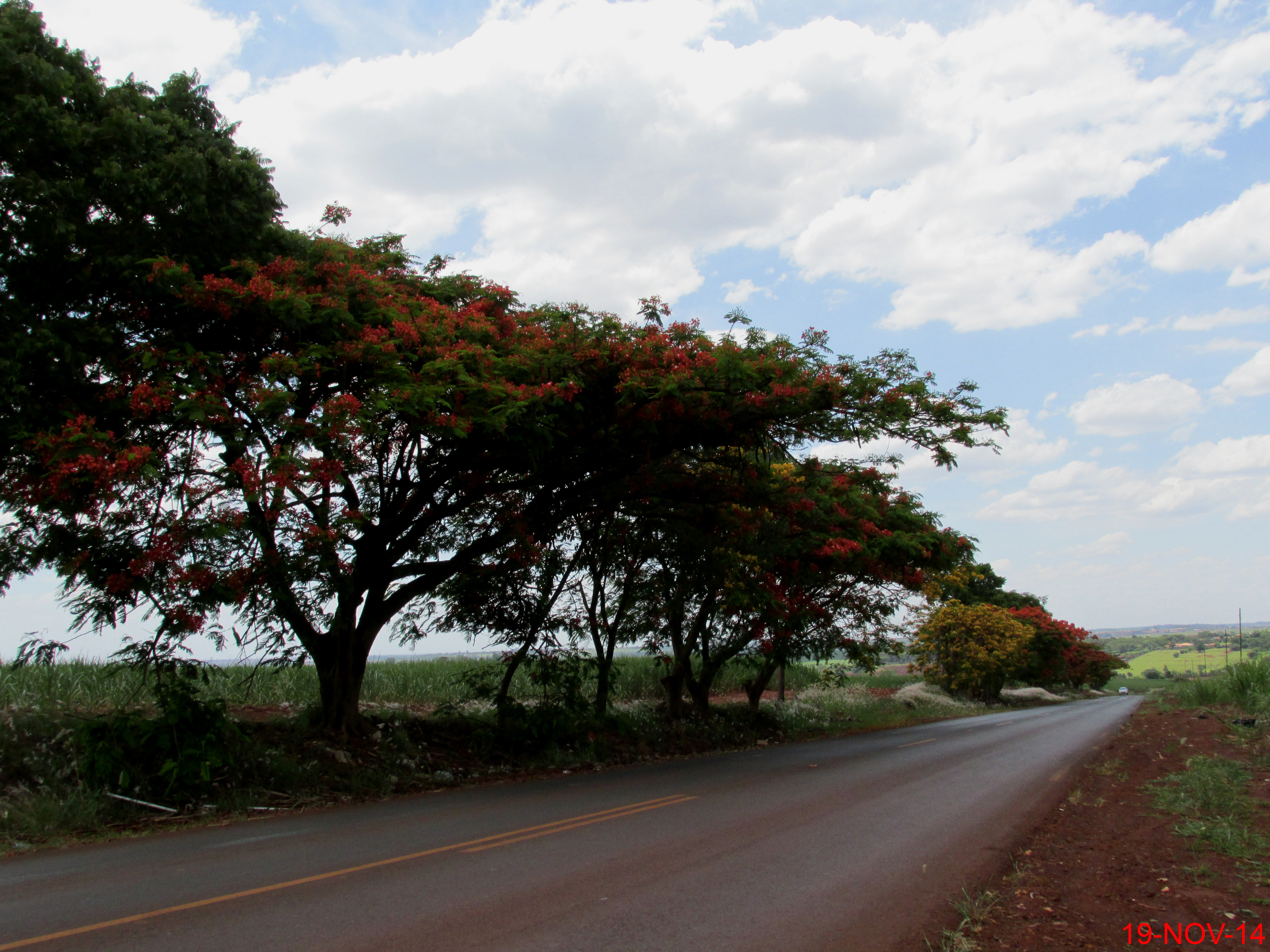
Estrada vicinal de acesso ao distrito.

### Rodovias
O principal acesso de Jurucê é a estrada vicinal que liga o distrito à Rodovia Cândido Portinari (SP-334) e à cidade de Jardinópolis.

### Hidrografia
- Rio Pardo

### Topografia
O distrito está a uma altitude de 590 m. 

## Serviços públicos

### Administração
- Administração Distrital de Jurucê[13].

### Registro civil
Atualmente é feito no próprio distrito, pois o Cartório de Registro Civil das Pessoas Naturais ainda continua ativo.

### Saneamento
O serviço de abastecimento de água é feito pela Prefeitura Municipal de Jardinópolis. 

### Energia
A responsável pelo abastecimento de energia elétrica é a CPFL Paulista, distribuidora do grupo CPFL Energia.

## Religião

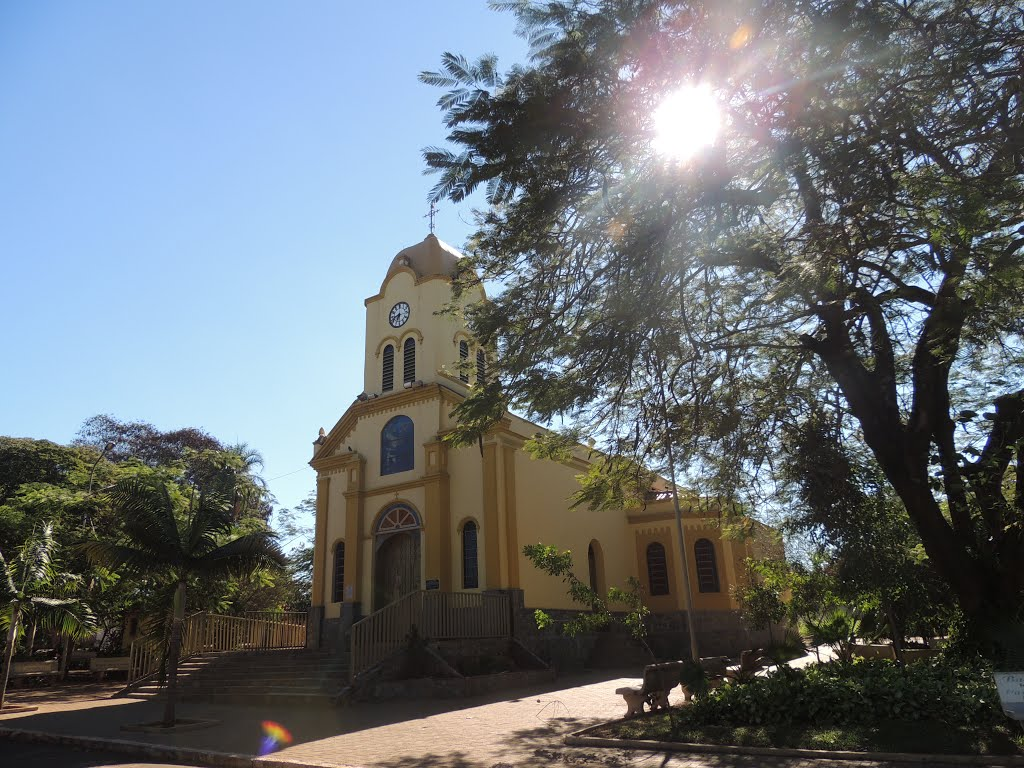
Igreja.

O Cristianismo se faz presente no distrito da seguinte forma:

### Igreja Católica
- A igreja faz parte da Arquidiocese de Ribeirão Preto[21].

### Igrejas Evangélicas
- Assembleia de Deus - O distrito possui uma congregação da Assembleia de Deus de Ribeirão Preto - Missão[22].
- Congregação Cristã no Brasil[23].